# Elizabeth Eleanor Field
Elizabeth Eleanor Field foi uma química britânica, Chefe de Química do Royal Holloway College da Universidade de Londres por mais de dezenove anos. É conhecida como uma das dezenove signatárias da petição de 1904 para a Chemical Society, que visava conferir às mulheres o status de fellow da Chemical Society.

## Formação
Elizabeth Eleanor Field graduou-se no Newnham College, Cambridge, em 1887, e trabalhou como demonstradora assistente em química de 1889 a 1890. Realizou pesquisas com Matthew Moncrieff Pattison Muir como parte de sua bolsa de estudos Bathurst de 1891 a 1893.

## Carreira

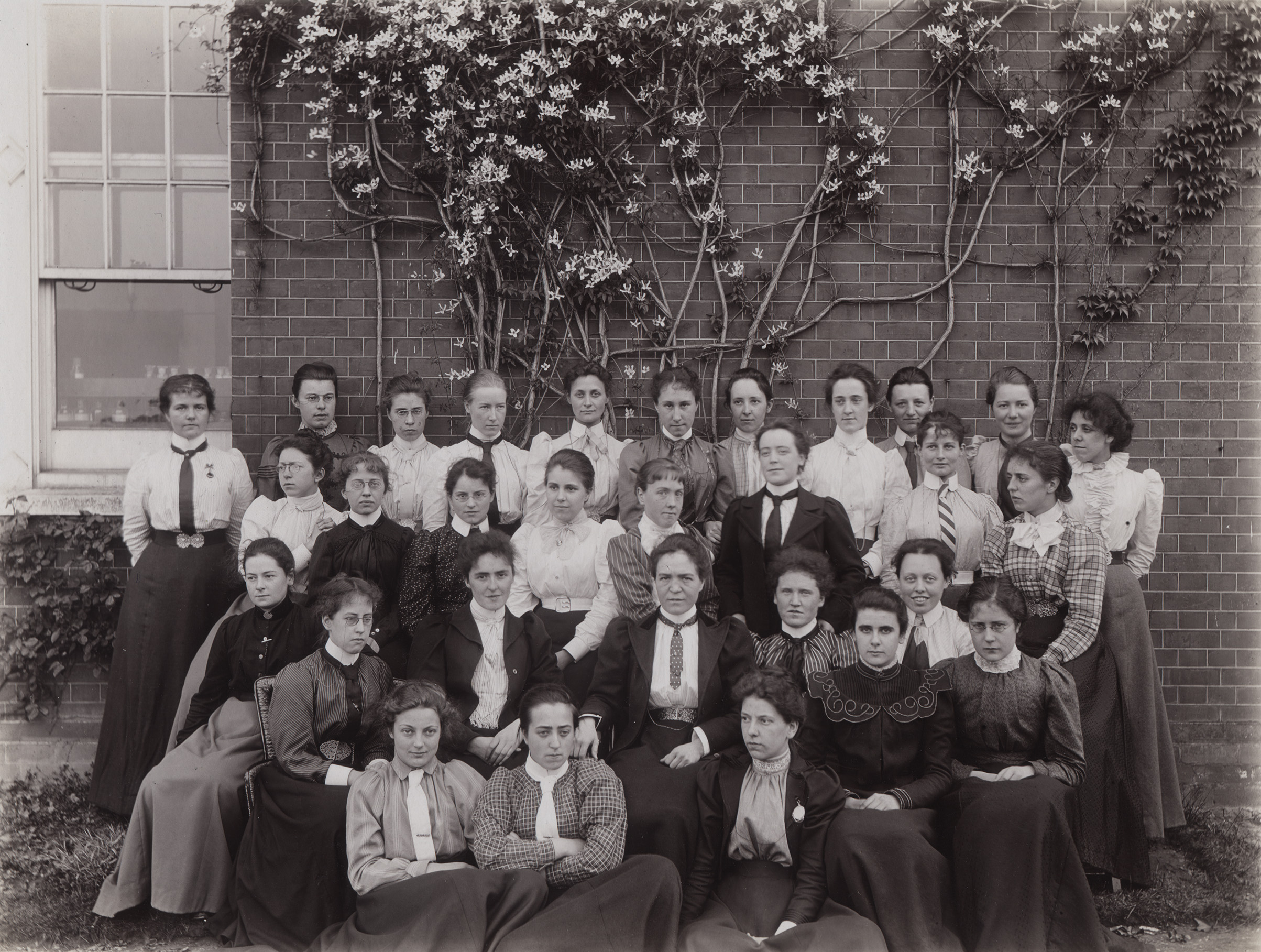
Professores e alunos de química por volta de 1899 no Royal Holloway College, Universidade de Londres

Elizabeth Eleanor Field deixou Cambridge para trabalhar por dois anos como professora assistente no Liverpool College for Girls de 1893 a 1895 antes de assumir o cargo de lecturer e diretora de química no Royal Holloway College, onde permaneceu pelos dezenove anos seguintes até 1913.

## A petição de 1904
As chefes de departamento do Royal Holloway College recebiam o título de Senior Staff Lecturer, enquanto seus colegas do sexo masculino eram intitulados de Professor.
Em 1904, juntamente com dezoito outras mulheres químicas britânicas, assinou uma petição expondo suas razões à Chemical Society por quê deveriam receber o status de Fellowship como seus colegas do sexo masculino. A petição acabou levando à admissão de mulheres como fellows da sociedade (uma das Sociedades que se fundiram para se tornar a Royal Society of Chemistry), bem como identificando proeminentes químicas trabalhando na Grã-Bretanha na época.
Mildred May Gostling foi outra das químicas notáveis na lista de signatários da petição. Ela se formou no Royal Holloway College em 1897, então é quase certo que ela tenha sido aluna de Elizabeth Eleanor Field.